# Katarina Kresal
Katarina Kresal (Liubliana, 28 de enero de 1973) es una política eslovena, ministra del Interior de su país desde noviembre de 2008 hasta agosto de 2011.
Kresal estudió derecho en la Universidad de Liubliana. En 2007 saltó a la política elegida como candidata de compromiso por el presidente del partido Democracia Liberal de Eslovenia, (LDS, en sus siglas en esloveno). En las elecciones parlamentarias de 2008 fue elegida como diputada de la Asamblea Nacional de Eslovenia. En noviembre del mismo año se convirtió en la ministra del Interior en el gobierno de coalición de centro izquierda encabezado por el socialdemócrata Borut Pahor. Dimitió de su puesto de ministra en agosto de 2011.